# Cheloterma invidiosa
Cheloterma invidiosa là một loài bướm đêm trong họ Crambidae.